# Mario D'Agostino
Mario D'Agostino (Reggio Calabria, 1918 – 1983) è stato un pittore italiano, ritrattista, figurativo e naturalista, di scuola neoclassica, i cui dipinti fanno parte di collezioni pubbliche e private in Italia e all'estero.

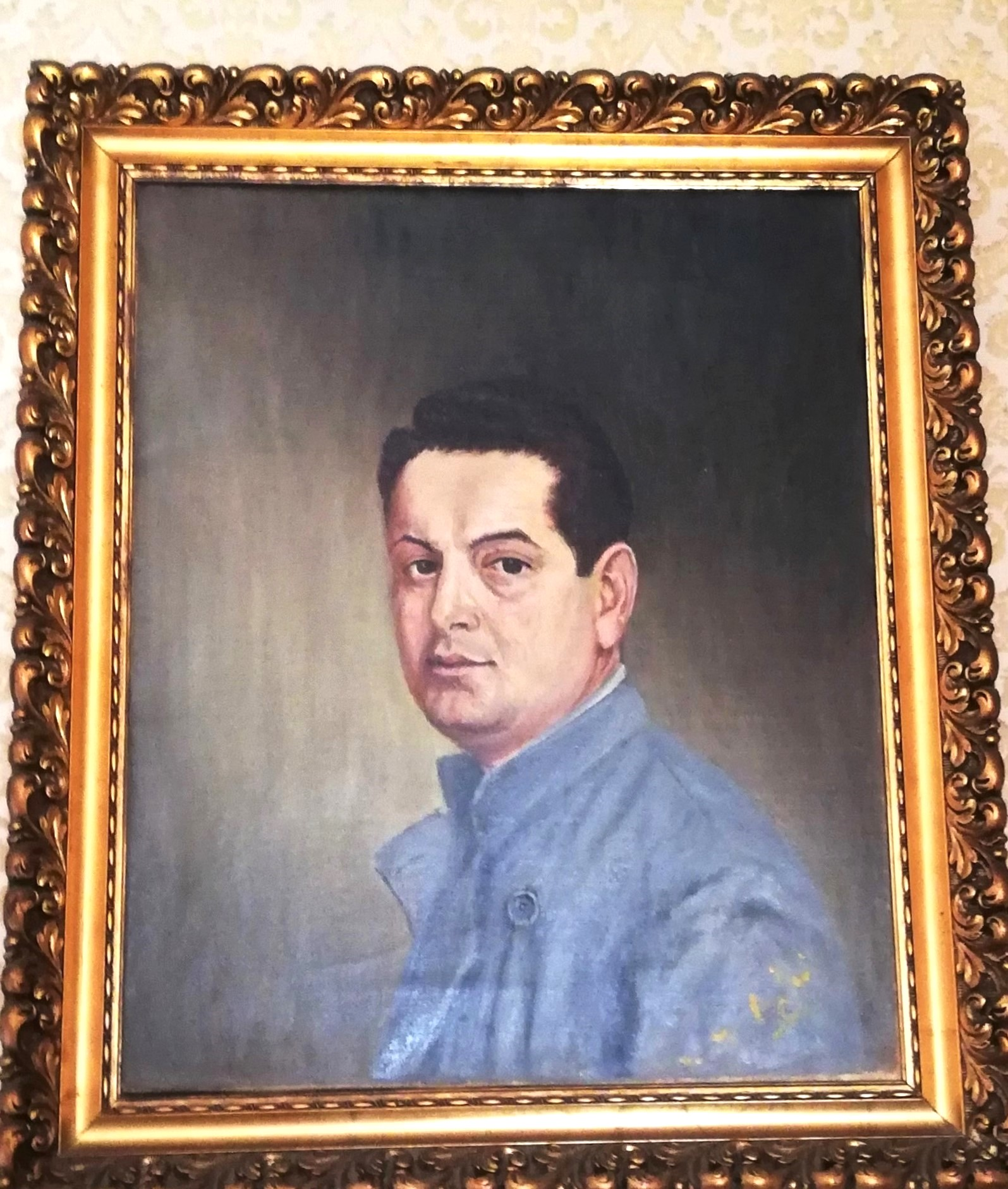
Mario D'Agostino, Autoritratto, olio su tela. Collezione Spinelli/D'Agostino.

I ritratti di uomini politici, personaggi pubblici e prelati, realizzati dall'artista reggino, sono conservati presso edifici istituzionali ed ecclesiastici, tra i quali la Cattedrale di Reggio Calabria, che conserva un pregevole ritratto, olio su tela, dell'Arcivescovo metropolìta Antonio Lanza. Altre sedi istituzionali  (Palazzo della Città Metropolitana, Palazzo del Governo e differenti istituzioni pubbliche) custodiscono ritratti di personaggi pubblici e uomini di governo, oltre a dipinti raffiguranti soggetti di natura morta e paesaggi. 
A cavallo tra gli anni '50 e '60, l'artista sviluppò una produzione che può definirsi come appartenente ad un 'periodo neo-futurista' e che, insieme con alcune sue opere di ispirazione impressionista, fanno considerare Mario D'Agostino un pittore eclettico, al di là della sua formazione classica. 
Il suo autoritratto ad olio ed il ritratto a pastello della moglie Maria fanno parte della Collezione Spinelli/D'Agostino (oltre cento opere tra dipinti, pastelli ed acquerelli), insieme con una raccolta di disegni anatomici realizzati dall'artista su carta telata.